# Jack Lannan
Jack Lannan (* 16. September 1910 in Kanada; † 27. August 1993 in San Diego, Kalifornien) war ein kanadisch-US-amerikanischer Spezialeffektkünstler, Regieassistent und Produktionsleiter, der 1949 mit einem Technical Achievement Award ausgezeichnet wurde.

## Leben
Lannan wirkte 1949 erstmals an einem Film mit. In dem Abenteuer- und Fantasyfilm Panik um King Kong war er für die Produktionseffekte zuständig. Im selben Jahr wurde er zusammen mit Marty Martin und Russell Shearman  mit einem Oscar für technische Verdienste ausgezeichnet „für die Entwicklung einer neuen Methode, die fallenden Schnee am Film-Set vortäuscht“ („For the development of a new method of simulating falling snow on motion picture sets“). 
Für das Krimidrama On Dangerous Ground von 1951 mit Ida Lupino und Robert Ryan lieferte er die Spezialeffekte, ebenso wie für den Western Heißer Atem von 1955 mit Rory Calhoun und Shelley Winters. Im Jahr 1958 arbeitete er als Produktionsleiter für den Thriller Kilometerstein 375 mit Robert Mitchum und war gleichzeitig für die Spezialeffekte zuständig. Von 1963 bis 1965 lieferte er die Spezialeffekte für 36 Folgen der Sitcom Mein Onkel vom Mars und war für 25 Folgen als Regieassistent tätig. In dieser Funktion betätigte er sich auch in 47 Folgen der Westernserie Daniel Boone mit Fess Parker in der Titelrolle. Seine letzte Filmarbeit leistete er in den Jahren 1975 und 1976 für fünf Folgen der Fernsehserie Die Küste der Ganoven.

## Filmografie
als Regieassistent, wenn nicht anders angegeben
- 1949: Panik um King Kong (Mighty Joe Young; Produktionseffekte)
- 1952: On Dangerous Ground (Spezialeffekte)
- 1955: Heißer Atem (The Treasure of Pancho Villa; Spezialeffekte)
- 1957: Düsenjäger (Jet Pilot; Spezialeffekte)
- 1958: Kilometerstein 375 (Thunder Road; als Produktionsleiter + Spezialeffekte)
- 1960: Aufstand im Morgengrauen (A Terrible Beauty; als Produktionsmitarbeiter)
- 1963–1965: Mein Onkel vom Mars (My favorite Martian, Sitcom, 36 Folgen; Spezialeffekte + 25 Folgen als Regieassistent)
- 1966: Katy – Moe Hill and the Mountains (Fernsehserie)
- 1966–1970: Daniel Boone (Westernserie, 47 Folgen)
- 1970–1971: Die jungen Anwälte (The Young Lawyers, 6 Folgen)
- 1971–1972: Love, American Style (Fernsehserie, 3 Folgen)
- 1972: So ein Affentheater – Mike’s Day with Buttons (Me and the Chimp, Fernsehserie)
- 1974–1975: Happy Days, (10 Folgen; als Produktionsleiter)
- 1975: Petrocelli (Anwaltsserie, 3 Folgen; als Produktionsleiter)
- 1975–1976: Die Küste der Ganoven (Barbary Coast, Fernsehserie, 5 Folgen)

## Auszeichnung
- Oscarverleihung 1949: Auszeichnung mit dem Technical Achievement Award
zusammen mit Marty Martin und Russell Shearman „für die Entwicklung einer neuen Methode, die fallenden Schnee am Film-Set vortäuscht“